# Didemnum kurilense
Didemnum kurilense är en sjöpungsart som beskrevs av Romanov 1989. Didemnum kurilense ingår i släktet Didemnum och familjen Didemnidae. Inga underarter finns listade i Catalogue of Life.